# 青岛日本高等女学校
36°04′44.2″N 120°19′39″E / 36.078944°N 120.32750°E
青岛日本高等女学校为青岛市存在于1916年至1945年的一所日侨女子学校，其旧址位于中国山东省青岛市市北区黄台路10号，始建于1916年，是青岛老城最有代表性的日本建筑之一。主教学楼已不存在，宿舍楼保存至今，为青岛市文物保护单位。

## 历史

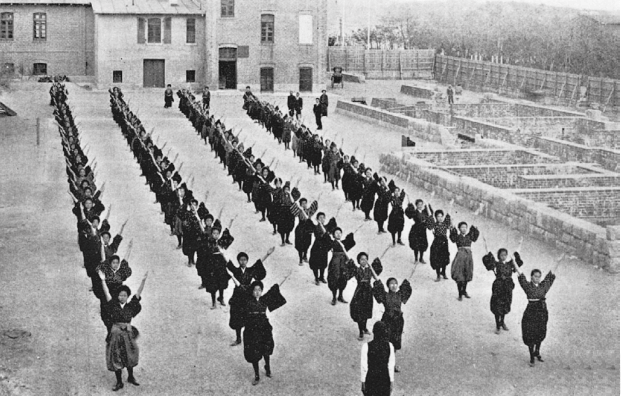
临时设于德军野战炮兵营旧址的青岛高等女学校，1916年

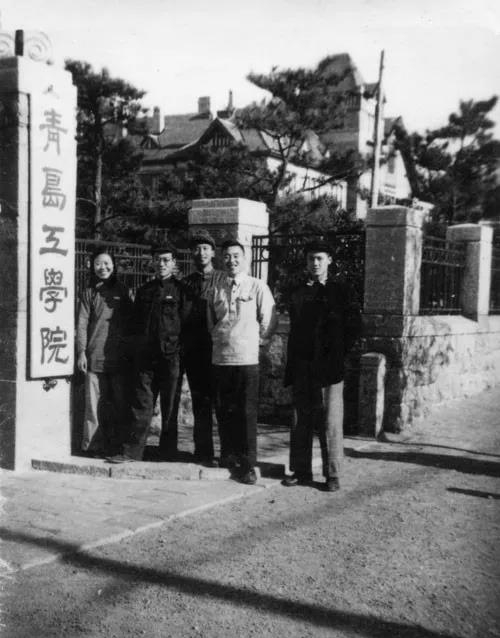
1950年代设于青岛日本女校旧址的青岛工学院

1914年日军占领青岛后，因日侨人口激增，日本当局新设数所学校。1916年4月10日，青岛军政署设立青岛高等女学校，校址临时设于山东铁道管理部办公楼（原德华大学主楼）西侧的原德军野战炮兵营营房内，4月15日正式开学。1917年1月10日，日本文部省认定该校为在外指定学校。1917年9月22日，位于三笠町（今黄台路）的新校舍动工，1918年5月31日竣工。同年11月19日，青岛高等女学校迁入新址。1921年6月18日，校舍主楼东侧的宿舍楼建成投入使用。
该校专门招收日本子女，学制3年，后改为5年。建校初的课程为修身（伦理）、国语（日语）、汉文、习字、数学、物理、化学、矿物、第一外国语（英语）、第二外国语（法语）、图画、唱歌、体操、家事等；后增加实习与缝纫讲座等课程。1922年北洋政府收回青岛后，该校于1923年8月10日改由青岛日本居留民团承办，10月3日改称青岛日本高等女学校。1921年，该校有学生350余人，教职员25人。1928年，该校有学生368人。
1945年日本投降后，青岛日本高等女学校停办。原教学楼于同年失火导致屋顶烧毁，可能为日本人纵火所致。1946年9月临近蒋介石60岁生日时，国民党部分政治人物发起“主席六秩寿辰献馆献校运动”。时任第二绥靖区司令长官兼山东省政府主席王耀武发起创办青岛中正中学，自任校董会董事长，校址选定于青岛日本女校旧址，因校舍此前受到破坏而临时设校址于郭口路，1947年3月开学，1948年迁入黄台路日本女校旧址。
1949年6月2日青岛解放后，中正中学撤销。同年8月，山东省工业专科学校青岛分校（前身为青岛高级工业职业学校）从四方日本国民学校旧址迁至此处，1950年8月迁往济南。1950年，华东大学进驻日本女校旧址。1951年，华东大学并入山东大学，该校舍改为原属华东大学的山东大学艺术系所在地。1952年，山东大学艺术系拆分，其中戏剧专业迁至上海参与建立中央戏剧学院华东分院（今上海戏剧学院），音乐、美术专业迁至无锡以建立华东艺术专科学校（今南京艺术学院）。同年，由多所大学的土木工程等科系组建而成的青岛工学院将日本女校旧址作为校址使用。1956年，青岛工学院重新整合迁往武汉。同年8月，山东大学医学院从山东大学脱离，改为青岛医学院，黄台路日本女校旧址成为青岛医学院黄台路本部。1993年，青岛医学院并入青岛大学，改称青岛大学医学院。1996年，原教学楼拆除用于商业开发。几年后，青岛大学医学院黄台路校区取消并迁往其他校区，原日本女校宿舍楼在闲置一段时间后被改为商业用途。2005年2月5日，该建筑列入第七批青岛市文物保护单位名单。该建筑现为一眼科医院所在地。

## 建筑特色

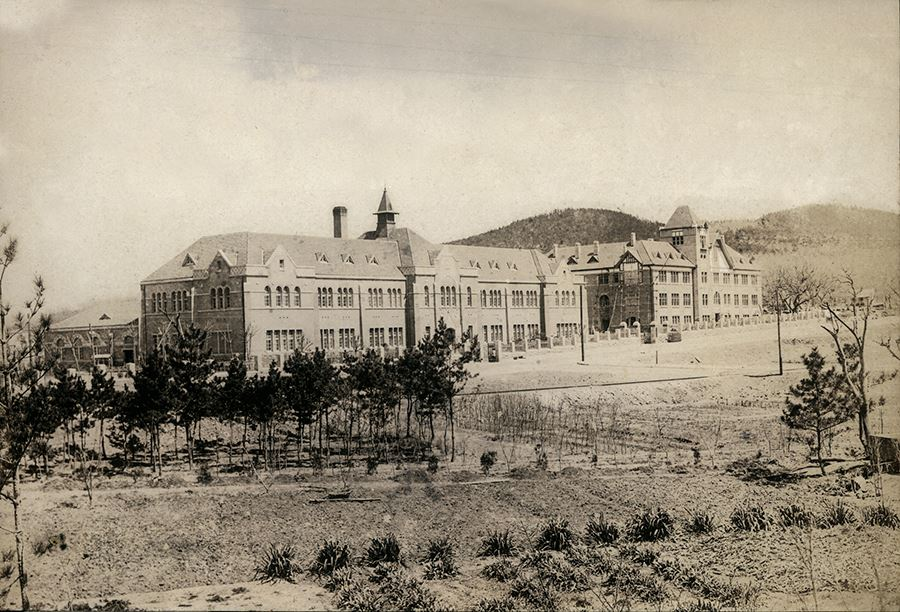
日本高等女校校舍全景

青岛日本高等女学校校舍位于今黄台路北侧，邻近今辽宁路，东北侧为今贮水山，即青岛神社原址所在。校舍主要由西侧的教学楼和东侧的宿舍楼组成。教学楼正立面呈“横三纵五”的对称布局，地上二层，地下一层，附设阁楼。正立面中央与两端的檐口处起三角形山墙，立面装饰具有哥特复兴风格。屋顶设有三角形老虎窗，中央设一座尖顶塔楼。
宿舍楼主体建筑建筑两层，附设阁楼，正立面呈不对称布局，东侧起山墙，中央偏右处设塔楼，以仿木桁架结构装饰，墙面以瓷砖和花岗岩装饰。其立面装饰模仿欧洲历史主义建筑，体现出德占时期建筑的影响。
校舍的设计者不详，设计图纸现藏于早稻田大学图书馆。校舍中原存有王耀武所书“国民政府主席蒋公六秩诞辰献校纪念”石碑，青岛大学医学院取消黄台路校区后，将该碑移至松山路校区存放。

## 图集
- 建设中的青岛日本女校校舍
- 建成不久的女校教学楼
- 教学楼近景及后侧的宿舍楼
- 青岛大学医学院黄台路校区，2005年
- 宿舍楼旧址东立面
- 内部楼梯